# Resko
Resko (germană Regenwalde) este un oraș în Polonia.